# Eternights
Eternights es un juego de rol de acción de simulación de citas de 2023 desarrollado y publicado por Studio Sai. El juego se lanzó digitalmente para PlayStation 4, PlayStation 5 y Windows el 12 de septiembre de 2023. También se lanzó físicamente para PlayStation 4 y PlayStation 5 el 16 de noviembre de 2023.  Recibió críticas positivas o mixtas de los críticos y vendió 150.000 unidades en abril de 2024.

## Gameplay
El combate en Eternights es el de un juego de hack and slash. Esquivar un ataque enemigo con precisión ralentiza el tiempo, dándole al jugador una mejor oportunidad de atacar. Golpear a un enemigo suficientes veces en un período corto crea un combo, lo que permite al jugador realizar un ataque más fuerte o un remate.   Atacar enemigos o realizar esquivas perfectas carga el indicador elemental, y partes del indicador se pueden usar para un ataque de puño elemental que rompe las barreras enemigas si el jugador tiene éxito en un evento de tiempo rápido.  Se pueden gastar SP durante la batalla para usar habilidades especiales que se otorgan a través de otros personajes. 
Elegir ciertas opciones de diálogo mientras hablas con otros personajes puede aumentar las estadísticas sociales del protagonista, así como su nivel de relación con otros personajes. Aumentar el nivel de relación con otro personaje otorga al protagonista nuevas habilidades en combate. 
El juego incluye un sistema de calendario, donde realizar ciertas tareas hace que pase el tiempo, cambiando las actividades disponibles.

## Premisa
Una droga antienvejecimiento llamada Eternights transforma a las personas en monstruos y comienzan a ocurrir eventos sobrenaturales. Un chico de 18 años (cuyo nombre indica el jugador) es atacado por una mujer desconocida llamada Delia que le corta el brazo con su guadaña, y otra mujer que conoció en una aplicación de citas reemplaza su brazo perdido con un brazo mágico y brillante. uno que también puede transformarse en una espada, permitiéndole luchar contra los monstruos. En el camino se encuentran su mejor amigo y el ídolo estrella del pop que ama. 

## Recepción

### Prelanzamiento
Antes del lanzamiento, Eternights hizo comparaciones con la serie de videojuegos Persona debido a su premisa de que los adolescentes luchan contra enemigos sobrenaturales al tiempo que incluyen elementos sociales y de calendario en el juego.    Escribiendo para Kotaku, Kenneth Shepard elogió el juego por incluir una opción de romance gay, pero consideró que la escritura del personaje en la demostración del juego era superficial y que el combate era "endeble como el infierno", señalando una "falta de peso" en los ataques y el movimiento. en las secuencias de acción del juego.  Al revisar una versión preliminar de los Play Days del Summer Game Fest, Liam Croft de Push Square quedó impresionado por las imágenes de la escena del juego y calificó las opciones de diálogo como "atractivas", aunque "ocasionalmente espeluznantes". 

### Posteriores a la liberación
Eternights recibió críticas "generalmente favorables" de los críticos para la versión para PC, mientras que la versión para PS5 recibió críticas "mixtas o promedio", según el sitio web del agregador de reseñas Metacritic. 

### Ventas
En abril de 2024, Eternights había vendido 150.000 unidades en todo el mundo. 